# Emir Ribeiro
Emir Lima Ribeiro(João Pessoa, 7 de abril de 1959) é um desenhista, argumentista e editor de histórias em quadrinhos brasileiro.

## Biografia
Iniciou seus trabalhos com quadrinhos desde cedo (7-8 anos), fazendo histórias para o círculo familiar e amigos próximos. Em 1973, aos 14 anos, criou e lançou Velta, sua criação maior, no jornal mural O Comunicador, do Colégio Estadual de Jaguaribe.
Em 1975 começou a publicar nos jornais A União e O Norte, de circulação estadual, lançando outros personagens, além de Velta, como o índio Itabira (1975, em parceria com seu pai, Emilson Ribeiro), a andróide Nova e[O Desconhecido Homem de Preto (estes dois últimos em 1976). Em 1978 começou a editar revistas por conta própria e colocá-las nas bancas de três estados nordestinos. Editou cerca de quinze revistas independentes, sendo o mais recente o álbum 25 anos de Velta (1998).
Em 1980 começou a publicar quadrinhos no jornal O Correio da Paraíba, também de circulação estadual. No decorrer da carreira, participou de
várias exposições em João Pessoa, PB, em outros estados como São Paulo e Rio de Janeiro, e na Europa (França). Entre 1985 e 1991, publicou diversos trabalhos da linha erótica e terror em editoras de São Paulo, como Press/Maciota, Nova Sampa e ICEA.
Em 1989, escreveu, dirigiu, atuou e produziu o vídeo O Desconhecido Homem de Preto, sobre o personagem lançado em jornais paraibanos em 1976. O filme teve boa repercussão local e nacional, tendo sido comentado pela revista de cinema Cinemix, o programa Documento Especial, da TV Manchete-Rio, o jornal Folha de S. Paulo e foi exibido em grandes eventos de quadrinhos, como a I Bienal Internacional de quadrinhos do Rio de Janeiro.
Em 1993 começou a fazer trabalhos para editoras dos Estados Unidos, na trilha do seu conterrâneo Deodato Borges Filho, o Mike Deodato Jr. , em personagens conhecidos como O Incrível Hulk e Os Vingadores, ou pouco conhecidos como Glory, Avengelyne, Prophet e Os Protetores, entre outros.
A maioria dos trabalhos exportados tem sido como arte-finalista fantasma, onde não lhe foi dado o devido crédito, por parte dos editores e, em algumas ocasiões, levou a "alcunha" de Deodato Studios. Naquele mesmo ano de 1993, produziu o segundo vídeo: A volta do Homem de Preto, que chegou a ser exibido na TV Cultura de Minas Gerais.
Publicou história colorida de Velta na revista Metal Pesado #6 e, ultimamente, teve uma revista formatinho com Velta, lançada pela editora Escala (2002), o álbum Velta contra o Devorador (Opera Graphica, 2002), o livro História da Paraíba em Quadrinhos (independente, 2003) e o outro álbum 30 anos de Velta (Opera Graphica, 2003).
Em 2013 lançou o livro "Fantasmagorias de R. F. Lucchetti", um livro de contos do mestre da literatura de gênero no Brasil, Rubens Francisco Lucchetti. Por esse trabalho, Emir foi finalista do prêmio Jabuti 2014, na categoria melhor livro ilustrado.